# 이태민 (축구 선수)
이태민(2003년 5월 9일 ~ )은 대한민국의 축구 선수이다. 포지션은 공격수이다. 현재 페락 FC 소속이다.